# Mainstream (stroming)
Mainstream (Engels voor hoofdstroming of heersende stroming) is een term waarmee men activiteiten (bijvoorbeeld kunst- en muziekstromingen) aanduidt die voor een grote massa mensen interessant zijn en die ook overduidelijk aanwezig zijn in de maatschappij.
Mainstream is het tegenovergestelde van een cultuuruiting die (tot nu toe) maar een klein deel van de mensen aanspreekt: de zogenaamde underground.